# Карпино
Карпино (итал. Carpino) је насеље у Италији у округу Фођа, региону Апулија.
Према процени из 2011. у насељу је живело 3802 становника. Насеље се налази на надморској висини од 142 м.

## Становништво
| 1951. | 1961. | 1971. | 1981. | 1991. | 2001. | 2011. |
| ----- | ----- | ----- | ----- | ----- | ----- | ----- |
| 7.044 | 6.757 | 5.794 | 5.340 | 4.845 | 4.704 | 4.305 |